# 터블 들래그네브
터블 이바일로브 들래그네브(영어: Tervel Ivaylov Dlagnev, 불가리아어: Тервел Ивайлов Длагнев 테르벨 이바일로프 들라그네프, 1985년 11월 19일~)는 미국의 레슬링 선수, 지도자이다. 2012년 하계 올림픽에서 남자 자유형 슈퍼헤비급 동메달을 획득했으며, 세계 선수권 대회에서 동메달 2개를 획득했다.